# Cheumatopsyche punctata
Cheumatopsyche punctata är en nattsländeart som först beskrevs av Jacquemart 1961.  Cheumatopsyche punctata ingår i släktet Cheumatopsyche och familjen ryssjenattsländor. Inga underarter finns listade i Catalogue of Life.